# Jürgen Gelsdorf
Jürgen Gelsdorf (Duisburg, 19 gennaio 1953) è un ex calciatore, allenatore di calcio e dirigente sportivo tedesco.
Allenò il Borussia Mönchengladbach nella stagione 1991-1992 ed è stato un dirigente del Bayer Leverkusen fino al 2017.

## Carriera

### Giocatore
Gelsdorf venne ingaggiato dall'Arminia Bielefeld (Regionalliga West) nella stagione 1972-1973 a 19 anni. Proveniva dal Duisburg. La società di Bielefeld, appena retrocessa, si trovò nella necessità di ricostruire la rosa e ottenne, nei due campionati successivi, un 11º posto nel 1972-1973 e un 14º posto nel 1973-1974), in cui Gelsdorf prese parte a 56 incontri e segnò un gol. Rimase in squadra nella stagione successiva, quando venne costituita la 2. Liga Nord. Nella stagione 1974-1975 l'Arminia fu in grado di prendere parte alla lotta per la promozione e nella stagione 1975-1976 fu squadra di media classifica. Gelsdorf prese parte a 64 partite con 3 gol.
Sotto la guida dell'allenatore Erhard Ahmann fu convocato 44 volte in Nazionale dilettanti e quindi destò l'attenzione degli osservatori del Bayer Leverkusen, che lo acquistò per la stagione 1976-1977. Nella stagione successiva l'Arminia Bielefeld vinse il campionato.
Dodici mesi più tardi, dopo il campionato disputato con il Bayer, Gelsdorf disputò tutte le 38 partite segnando 8 gol. Nelle stagioni dal 1976 al 1979 totalizzò 107 partite e 17 gol. Sotto la guida dell'allenatore Willibert Kremer la squadra raggiunse la promozione in Bundesliga.
Nel 1980 un suo fallo su Bum-Kun Cha, attaccante dell'Eintracht Frankfurt, costrinse l'avversario a finire in ospedale con una costola rotta e un rene malridotto e la dirigenza del suo club minacciò di portare Gelsdorf davanti alla corte penale. La dirigenza del Leverkusen pregò la polizia di metterlo sotto scorta. Gelsdorf, che giurò di non aver ferito Bum-Kun Cha di proposito, si recò all'ospedale per scusarsi e augurargli una pronta guarigione.
Nelle stagioni successive (1982-1985) il Bayer Leverkusen fu guidato dall'ex allenatore-collaboratore della FIFA e del Bayern Monaco Dettmar Cramer, e nella stagione 1985-1986, guidato dall'ex allenatore della Nazionale tedesca Erich Ribbeck, Gelsdorf pose fine alla sua carriera di giocatore dopo 6 incontri.

### Allenatore
Il passaggio da giocatore ad allenatore fu immediato: il 1º luglio 1986 Gelsdorf fu assunto come allenatore delle giovanili presso il Bayer Leverkusen e nel luglio 1988 divenne vice del nuovo allenatore capo Rinus Michels.
Il 13 aprile 1989 prese il posto di Michels rivestendo il ruolo di allenatore capo fino al 31 maggio 1991, però, nonostante l'ingresso in squadra di Jorginho (Flamengo Rio), Martin Kree (Bochum), Sven Demandt (Fortuna Düsseldorf), Andreas Thom (Dinamo Berlino), Franco Foda (Kaiserslautern) e Ulf Kirsten (Dinamo Dresda), la società non riuscì a raggiungere l'alta classifica, fatto che causò il licenziamento di Gelsdorf.
Le tappe della sua carriera da allenatore sono le seguenti:
- Bundesliga 1989 (dal 13 aprile 1989) al 1991: Bayer Leverkusen
- Bundesliga 1991 - 1992: Borussia Mönchengladbach dal 3 ottobre 1991 al 6 novembre 1992 (raggiunse la finale della Coppa di Germania nel 1992, perdendo poi contro l'Hannover 96, formazione di seconda divisione)
- Bundesliga (1. e 2.) 1992 - 1994: Bochum dal 6 novembre 1992 al 6 novembre 1994
- 2. Bundesliga 1996/1997: Fortuna Colonia
- 2. Bundesliga 1997 e 1998: Krefelder Fußball-Club Uerdingen 05 dal 1º luglio 1997 al 28 settembre 1998
- 2. Bundesliga 1998/1999: FC Gütersloh dall'8 dicembre 1998 fino al termine della stagione 1999
- Regionalliga West/Südwest 1999/2000: Fortuna Düsseldorf
- 2. Bundesliga e Regionalliga 2000 - 2003: Osnabrück dal 28 novembre 2000 fino a fine stagione
- 2. Bundesliga e Regionalliga 2003 - 2005: Rot-Weiss Essen dal 23 settembre 2003 fino al 23 aprile 2005.

## Palmarès

### Giocatore

#### Competizioni nazionali
- 2. Fußball-Bundesliga: 1

Bayer Leverkusen: 1978-1979

### Allenatore

#### Competizioni nazionali
- 2. Fußball-Bundesliga: 1

Bochum: 1993-1994